# Mike Magill
Charles Michael "Mike" Magill (Haddonfield, New Jersey, 8 februari 1920 - aldaar, 31 augustus 2006) was een Amerikaans Formule 1-coureur. Hij nam deel aan de Indianapolis 500 in 1957, 1958 en 1959, maar scoorde hierin geen punten.